# Cybaeus minoensis
Espèce
Cybaeus minoensis est une espèce d'araignées aranéomorphes de la famille des Cybaeidae.

## Distribution
Cette espèce est endémique de Honshū au Japon,. Elle se rencontre dans les préfectures de Gifu et de Fukui.

## Description
Le mâle holotype mesure 2,78 mm et la femelle paratype mesure 2,98 mm.

## Étymologie
Son nom d'espèce, composé de mino et du suffixe latin -ensis, « qui vit dans, qui habite », lui a été donné en référence au lieu de sa découverte, la province de Mino.

## Publication originale
- Kobayashi, 2006 : Ten new species of the genus Cybaeus (Araneae: Cybaeidae) from central Honshu, Japan. Acta Arachnologica, vol. 55, no 1, p. 29-44 (texte intégral).